# Black Pumas
Black Pumas (укр. Чорні пуми) — американський психоделічний соул-гурт, що базується в Остіні, штат Техас, очолювана співаком/автором пісень Еріком Бертоном та гітаристом/продюсером Адріаном Кесадою. Гурт отримав першу номінацію на премію Греммі у 2020 році як найкращий новий виконавець на 62-й церемонії вручення премії.

## Історія
У 2017 році співак і автор пісень Ерік Бертон переїхав з Каліфорнії до Техасу. Він народився в долині Сан-Фернандо, у дитинстві співав у церкві й активно займався музичним театром. Також почав виступати на пірсі Санта-Моніки, де заробляв кілька сотень доларів на день і розвивав свої навички виконання. Бертон подорожував західними штатами, вивчаючи музику в Університеті Нью-Мексико, перш ніж вирішив оселитися і працювати в Остіні, штат Техас.
Тим часом гітарист і продюсер, лауреат премії Греммі Адріан Кесада хотів співпрацювати з кимось новим. Через спільного друга Кесада зв'язався з Бертоном. Кесада вважав, що вокал Бертона відповідає трекам зі смаком ретро-фанку та ритм-енд-блюзу, над якими Кесада працював, і вони об'єднали зусилля у 2018 році як Black Pumas.
Кесада був учасником латино-фанк-гурту Grupo Fantasma, коли отримав премію Греммі за найкращий латиноамериканський рок, урбан або альтернативний альбом за альбом 2010 року El Existential, а раніше був номінований на цю ж нагороду у 2008 році за Sonidos Gold.
Розробляючи матеріал як в студії, так і на сцені під час щотижневої резиденції в C-Boys Heart & Soul Bar в Остіні, вони підписали угоду з ATO Records і випустили сингли «Black Moon Rising» і «Fire».

## Кар'єра
Дует випустив дебютний альбом Black Pumas 21 червня 2019 року. Вони виступили на South by Southwest у 2019 році та виграли нагороду як найкращий новий гурт на Austin Music Awards 2019. 20 листопада 2019 року були номіновані на Греммі як найкращий новий виконавець.
Альбом отримав визнання від Rolling Stone, який високо оцінив «невтомну, харизматичну енергію співака Еріка Бертона», Pitchfork написав: «Флер дуету для драми настільки захоплюючий, що вони можуть здатися гостро кінематографічними», а також NPR, The Guardian, Billboard та інші.
Black Pumas дебютували на телеканалі CBS This Morning і виконали «Colors» на Jimmy Kimmel Live! разом із записом 45 сезону Austin City Limits. Згодом сингл «Colors» зайняв перше місце на радіо AAA. Пісня транслювалася понад 100 мільйонів разів на всіх платформах. Офіційне відео «Colors» переглянули понад 57 мільйонів разів на YouTube.
У 2020 році гурт виступав на шоу Елен ДеДженерес, The Tonight Show Джиммі Феллона, Late Night із Сетом Мейерсом та The Late Show зі Стівеном Колбертом, де презентували свою живу кавер-версію «Fast Car» Трейсі Чепмен.
Гурт мав багато гастролей по Північній Америці та Європі. У своєму рідному місті Остіні, штат Техас, Black Pumas стали першим гуртом, який розпродав чотири послідовні концерти в Стаббсі, одному з концертних майданчиків міста, а 7 травня 2020 року мер Стів Адлер оголосив цю дату Black Pumas Day.
24 листопада 2020 року «Colors» були номіновані на премію Греммі як «Запис року» та «Найкращий американський виступ», а їхній однойменний альбом був номінований на «Альбом року» на 63-й щорічній церемонії вручення премії Греммі.
У січні 2021 року тодішній обраний президент Джо Байден запросив Black Pumas виступити під час його спеціальної програми «Celebrating America» в прайм-тайм під час інавгурації президента. Через пандемію COVID-19 гурт виступав віртуально.
У вересні 2021 року Black Pumas були визнані дуетом/гуртом року на 20-й щорічній премії Americana Honors & Awards.

## Учасники
- Ерік Бертон — вокал, гітара
- Адріан Кесада — гітара

#### Підтримуючий гурт
- Анжела Міллер — бек-вокал, тамбурин
- Лорен Сервантес — бек-вокал
- Джерон Маршалл — клавішні
- Брендан Бонд — бас
- Стівен Бідвелл — ударні (WVU Drumline RFL)

## Дискографія

### Студійні альбоми
- Black Pumas[en] (2019)